# 유경 (서창후)
유경(劉敬, ? ~ ?)은 전한 중기의 제후로, 노공왕의 아들이다.

## 행적
원삭 3년(기원전 126년), 서창후(西昌侯)에 봉해졌다.
원정 5년(기원전 112년), 주금을 법도에 맞지 않게 헌납한 죄로 작위가 박탈되었다.

## 출전
- 사마천, 《사기》 권21 건원이래왕자후자연표
- 반고, 《한서》 권15하 왕자후표 下

| 선대 (첫 봉건) | 전한의 서창후 기원전 126년 3월 을묘일 ~ 기원전 112년 | 후대 (봉국 폐지) |